# Ђорђе Мишина
Ђорђе Мишина (Београд, 6. април 1998) српски је позоришни, телевизијски и филмски глумац. Студирао је глуму на Академији уметности у Београду након више покушаја да упише Факултет драмских уметности у Београду.

## Биографија
Рођен је у Београду, где је одрастао и школовао се. Похађао је школу глуме и говора у омладинском позоришту ДАДОВ. Прве улоге одиграо је у телевизијском филму Посматрачи у режији Никола Љуца и серијама образовно-научног програма РТС. Мишина истиче да је поносан на то што је годинама док је покушавао да упише глуму, радио разне физичке послове попут рада на грађевини и конобарисања на прославама у елитним београдским хотелима.
Прве две велике телевизијске улоге добија у серијама Убице мог оца и Азбука нашег живота. За улогу у Убицама мог оца, аудицију је снимио у просторијама ковид болнице смештене у Београдске арене док је боловао од истоименог вируса и био у карантину. Привукао је пажњу медија када се у току прве сезоне серије Азбука нашег живота открило да је лик Луке којег тумачи у серији заправо хомосексуалац. Он је за медије изјавио да није обраћао пажњу на сексуалност лика кога тумачи, већ да је своју пажњу преусмерио на то како то утиче на његов живот и однос са одређеним члановима породице. Лик Луке Поповића један је од првих недвосмислено отворених мушких геј ликова у српској кинематографији односно у мејнстрим телевизијској серији која се емитује у ударном термину.
Неколико година је радио на документарцу Топли филм који говори о репрезентовању ЛГБТ популације у српској и југословенској кинематографији. Филм је имао светску премијеру на фестивалу у Грчкој, а потом и у Србији на фестивалу Белдокс. У филму заједно са колегом Ђорђем Галићем припрема се за играње хомосексуалца на домаћем филму. Играо је и у неколико америчких продукција сниманих у Србији, међу којима се истиче филм Нећеш бити сама који је режирао македонски редитељ и сниман је на обронцима планина у Србији. Добија улогу у шпанско-српској копродукцији "Ожиљак" из 2024. године, телевизијској серији од осам епизода иначе првој српској серији у чију се продукцију укључио и Амазон.
У дугогодишњој је вези са колегиницом Нином Перишић.

## Филмографија
| Год.          | Назив               | Улога                   |
| ------------- | ------------------- | ----------------------- |
| 2010-е        |                     |                         |
| 2016.         | Посматрачи          | Петар                   |
| 2019. - 2020. | Ургентни центар     | клинац у тренерци/Бојан |
| 2019.         | Синђелићи           | курир                   |
| 2019. - 2020. | Жигосани у рекету   | кошаркаш у Раднику      |
| 2020-е        |                     |                         |
| 2020.         | Анин свет           | Урош Симић              |
| 2021. -       | Азбука нашег живота | Лука Поповић            |
| 2022.         | Нећеш бити сама     | Мирослав                |
| 2022.         | Убице мог оца       | Вукша                   |
| 2022. - 2024. | У клинчу            | Филип Антонијевић       |
| 2023.         | Машина              | Бандит у спаваоници     |
| 2023.         | Слотерхаус          | Брет                    |
| 2024.         | Топли филм          | глумац                  |
| 2024.         | Ожиљак              |                         |

## Театрографија
| Позориште                       | Назив           |
| ------------------------------- | --------------- |
| Југословенско драмско позориште | Болест младости |